# 帕格尼尼第24號隨想曲

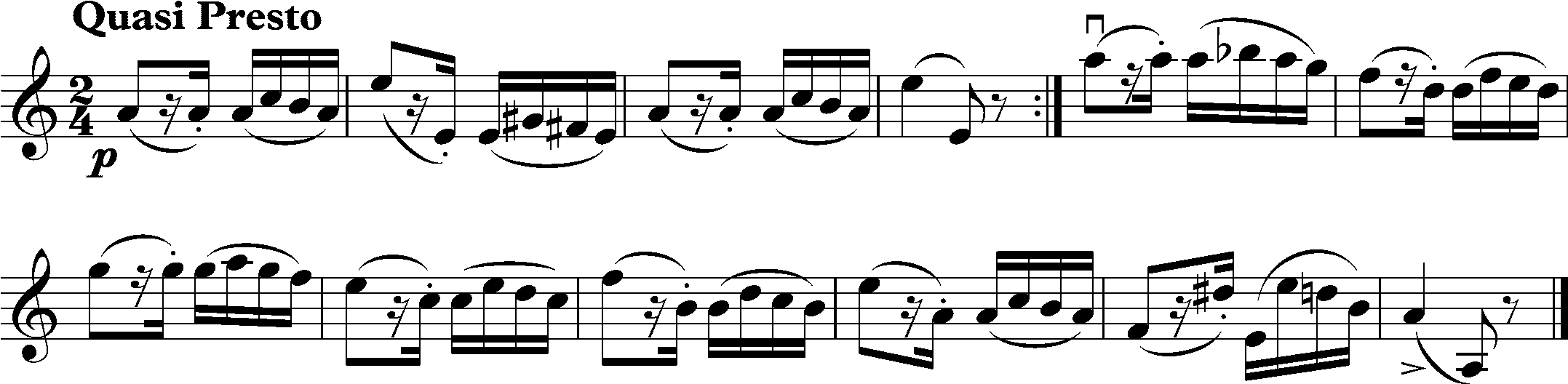

帕格尼尼第24首隨想曲、A小調第24號隨想曲（Caprice No. 24 in A minor）是尼科罗·帕格尼尼24首隨想曲最後一曲，有著名的小提琴獨奏。
可能創作於1807年，當時帕格尼尼正於埃莉萨·波拿巴的巴喬基宮廷任職。
第24隨想曲被廣泛認為是有史以來為獨奏小提琴創作的最困難的作品之一，具許多非常先進的小提琴技術，例如平行八度、覆蓋多個音程的快速移動、極快音阶、琶音（包括小音階）、左手撥奏、高位、快速弦交叉。此外，還有許多雙音奏法，包括三度和十度。

## 變化
反复無常為後來作曲家的作品提供了豐富的素材。包括：
- 安格拉 (樂團)
  - 在歌曲Angels Cry使用電吉他插曲作為主題（同名專輯（英语：Angels Cry (album)））
- 咏叹调乐队
  - 《Igra s ognyom》（直譯：玩火）收錄於1989年的同名專輯。這首歌的情節涉及一位以帕格尼尼為原型的虛構小提琴手
- 莱奥波德·奥尔
  - 改編鋼琴伴奏小提琴並加入了一些變奏曲
- Rafał Augustyn（英语：Rafał Augustyn (composer)）
- Luc Baiwir（法语：Luc Baiwir）
  - 《帕格尼尼主題變奏曲》（Variations on a Theme by Paganini），鋼琴獨奏（2007）
- David Baker（英语：David Baker (composer)）
  - 《帕格尼尼主題變奏曲》（Variations on a Theme by Paganini），鋼琴伴奏小提琴
- BanYa（英语：BanYa）
- Alison Balsom（英语：Alison Balsom）
- 詹姆斯·巴恩斯
- Isaak Berkovich（英语：Isaak Berkovich）
  - 《帕格尼尼主題變奏曲》（Variations on a Theme by Paganini），鋼琴獨奏（1950年？）
- 鲍里斯·布拉黑尔
  - 《帕格尼尼主題變奏曲》（Variations on a Theme by Paganini）（1947 年），為管弦樂隊而作
- Hans Bottermund（英语：Hans Bottermund）
  - 《帕格尼尼主題變奏曲》（Variations on a Theme by Paganini），為大提琴獨奏而作
- 约翰内斯·勃拉姆斯
  - 帕格尼尼主題變奏曲 (布拉姆斯)鋼琴獨奏
- 查尔斯·卡米莱里
  - 《Paganiana》，為兩鋼琴而作
- 弗雷德里克·肖邦
- Keith Ramon Cole（英语：Keith Ramon Cole）
- Eliot Fisk（英语：Eliot Fisk）
- First Piano Quartet（英语：First Piano Quartet）[1]
- Ignaz Friedman（英语：Ignaz Friedman）
- 大衛·加勒特
  - Paganini Rhapsody (2007)
- 班尼·古德曼
  - Caprice XXIV
- The Great Kat（英语：The Great Kat）
  - 改編為電吉他
- Mark Hambourg（英语：Mark Hambourg）
- 马克-安德烈·哈梅林
  - 《帕格尼尼主題變奏曲》（Variations on a Theme by Paganini），鋼琴獨奏（2011）
- 萬聖節樂團
- 一柳慧
- 羅威爾·利伯曼
- 林俊杰
  - 學不會
- 李斯特·费伦茨：帕格尼尼大练习曲第六首
- 安德鲁·劳埃德·韦伯
- David Ludwig（英语：David Ludwig (composer)）
- 维托尔德·卢托斯瓦夫斯基
  - 《盧托斯拉夫斯基-帕格尼尼主題變奏曲（英语：Variations on a Theme by Paganini (Lutosławski)）》（Variations on a Theme by Paganini（英语：Variations on a Theme by Paganini (Lutosławski)）），雙鋼琴（1940-41）
- 英格威·玛姆斯汀
- Nikolai Managazze
  - Paganiniana (2014)
- 杰尼斯·马祖耶夫
- 内森·米尔斯坦
- 羅伯特·墨辛斯基
- Pavel Necheporenko（英语：Pavel Necheporenko）
  - 《帕格尼尼主題變奏曲》（Variations on a Theme by Paganini）轉錄巴拉莱卡琴
- Jeff Nelsen（英语：Jeff Nelsen）
  - 加拿大銅管合奏團用圓號演奏
- Paolo Pessina（英语：Paolo Pessina）
- 格雷戈爾·皮亞季戈爾斯基
- Simon Proctor（英语：Simon Proctor）
- Frank Proto（英语：Frank Proto）
- Manuel Quiroga（英语：Manuel Quiroga (violinist)）
- 谢尔盖·拉赫玛尼诺夫
  - 《帕格尼尼主題狂想曲》, Op. 43 (1934)
- George Rochberg（英语：George Rochberg）
- Alexander Rosenblatt（英语：Alexander Rosenblatt）
- 波尔·鲁德斯
- Ehsan Saboohi（英语：Ehsan Saboohi）
- Fazıl Say（英语：Fazıl Say）
- 斯坦尼斯瓦夫·斯克罗瓦切夫斯基
- Joe Stump
- 卡罗尔·席曼诺夫斯基[2]
- George Thalben-Ball（英语：George Thalben-Ball）
- Philip Wilby（英语：Philip Wilby）
- Victor Wooten（英语：Victor Wooten）
  - 《Classical Thump》、《A Show Of Hands》
- 欧仁·伊萨伊

## 外部鏈接
- PDF score of the 24th Caprice at the Werner Icking Music Archive（吉他改編）